# Shin'ya Yajima
Shin'ya Yajima (矢島 慎也?, Yajima Shin'ya; Saitama, 18 gennaio 1994) è un calciatore giapponese, centrocampista dello Shimizu S-Pulse.

## Carriera

### Nazionale
Viene convocato per le Olimpiadi 2016 in Brasile..Segna il gol decisivo nella partita dei gironi contro la Svezia, finita 1-0.

## Statistiche

### Cronologia presenze in nazionale
| Cronologia completa delle presenze e delle reti in nazionale ― Giappone olimpica | Cronologia completa delle presenze e delle reti in nazionale ― Giappone olimpica | Cronologia completa delle presenze e delle reti in nazionale ― Giappone olimpica | Cronologia completa delle presenze e delle reti in nazionale ― Giappone olimpica | Cronologia completa delle presenze e delle reti in nazionale ― Giappone olimpica | Cronologia completa delle presenze e delle reti in nazionale ― Giappone olimpica | Cronologia completa delle presenze e delle reti in nazionale ― Giappone olimpica | Cronologia completa delle presenze e delle reti in nazionale ― Giappone olimpica |
| Data                                                                             | Città                                                                            | In casa                                                                          | Risultato                                                                        | Ospiti                                                                           | Competizione                                                                     | Reti                                                                             | Note                                                                             |
| -------------------------------------------------------------------------------- | -------------------------------------------------------------------------------- | -------------------------------------------------------------------------------- | -------------------------------------------------------------------------------- | -------------------------------------------------------------------------------- | -------------------------------------------------------------------------------- | -------------------------------------------------------------------------------- | -------------------------------------------------------------------------------- |
| 5-8-2016                                                                         | Manaus                                                                           | Nigeria olimpica                                                                 | 5 – 4                                                                            | Giappone olimpica                                                                | Olimpiadi 2016 - 1º turno                                                        | -                                                                                | 76’                                                                              |
| 8-8-2016                                                                         | Manaus                                                                           | Giappone olimpica                                                                | 2 – 2                                                                            | Colombia olimpica                                                                | Olimpiadi 2016 - 1º turno                                                        | -                                                                                | 62’                                                                              |
| 11-8-2016                                                                        | Salvador                                                                         | Giappone olimpica                                                                | 1 – 0                                                                            | Svezia olimpica                                                                  | Olimpiadi 2016 - 1º turno                                                        | 1                                                                                | 58’                                                                              |
| Totale                                                                           |                                                                                  | Presenze                                                                         | 3                                                                                |                                                                                  | Reti                                                                             | 1                                                                                |                                                                                  |

## Palmarès

### Club

#### Competizioni nazionali
- J2 League: 1

Shimizu S-Pulse: 2024

#### Competizioni internazionali
- Copa Suruga Bank: 1

Urawa Red Diamonds: 2017
- AFC Champions League: 1

Urawa Red Diamonds: 2017

### Nazionale
- Coppa d'Asia Under-23: 1

2016